# Mountain View (California)
Mountain View è una città della contea di Santa Clara, California, Stati Uniti. Prende il nome dalle sue vedute (views) sulle Montagne di Santa Cruz.

## Storia
Dalle sue origini come fermata della diligenza, è cresciuta in un grande sobborgo con un centro pedonale e una popolazione di 74.066 abitanti. La città confina con Palo Alto e la baia di San Francisco a nord, Los Altos a sud e il Moffett Federal Airfield e Sunnyvale a est.

### Polo tecnologico
Situata nella parte meridionale della penisola nella San Francisco Bay Area, Mountain View è sede di molte aziende di alta tecnologia. Nel 1956, la Shockley Semiconductor Laboratory, la prima azienda a sviluppare dispositivi a semiconduttore al silicio in quella che divenne nota come Silicon Valley, fu fondata nella città da William Shockley. Oggi, molte delle più grandi aziende tecnologiche del mondo hanno sede in città, tra cui Google, Mozilla Foundation, Symantec e Intuit.
Il negozio di computer Byte Shop originale è stato aperto al 1063 El Camino Real, Mountain View, da Paul Terrell, e i primi 50 computer Apple I sono stati venduti da quella posizione. La Santa Clara Valley Transportation Authority integra la città con le vicine città di Palo Alto, Los Altos e Sunnyvale.

## Geografia fisica
Secondo lo United States Census Bureau, ha un'area totale di 12,273 mi² (31,79 km²).

## Società

### Evoluzione demografica
Secondo il censimento del 2010, la popolazione era di 74.066 abitanti.

### Etnie e minoranze straniere
Secondo il censimento del 2010, la composizione etnica della città era formata dal 56,0% di bianchi, il 2,2% di afroamericani, lo 0,5% di nativi americani, il 26,0% di asiatici, lo 0,5% di oceaniani, il 9,8% di altre etnie, e il 5,1% di due o più etnie. Ispanici o latinos di qualunque etnia erano il 21,7% della popolazione.

## Amministrazione

### Gemellaggi
- Iwata
- Hasselt